# 川口浩史
川口 浩史（かわぐち ひろふみ、1970年8月31日 - ）は、日本の映画監督。

## 人物・来歴
日本映画学校（現・日本映画大学）5期卒業。卒業後、篠田正浩、行定勲、奥田瑛二の監督作品で助監督を務め、2010年公開の『トロッコ』で初監督を務める。第20回多摩映画祭新人監督賞、2010全国映連賞監督賞、第20回日本映画批評家大賞新人監督賞を受賞。

## 映画作品
2000年
- 不思議のたたりちゃん（助監督）

2002年
- みすゞ（助監督）
- フィラメント（2002年、助監督）

2004年
- HAZAN（助監督）
- 油断大敵（助監督）

2005年
- スーツ（助監督）
- 春の雪（助監督）

2006年
- アダン（助監督）

2007年
- 遠くの空に消えた（助監督）

2010年
- トロッコ（監督）
- チョルラの詩（監督）